# Porzuna
Porzuna  est une commune d'Espagne de la province de Ciudad Real dans la communauté autonome de Castille-La Manche.

## Géographie

### Complexe volcanique
Il a été déclaré Monument Naturel (DOCM 40, du 30 mars 2001) composé d'un seul volcan monogénique, sa superficie est de 84 hectares. Son degré d'érosion est moyen. Son caractère unique réside dans le relief sous la forme d'un grand dôme sur la plaine qui l'entoure.

## Culture et patrimoine
- Ermita del Cerro Santo
- Iglesia parroquial de San Sebastián. Fue declarada Bien de Interés Cultural el 16 de marzo de 1993. Incoada como Monumento Histórico desde 1982.
- Ermita de San Isidro, construida en 1980.
- Ermita de la Cruz de Mayo, situada en la Sierra de la cual toma su nombre
- Ermita del Cristo de la Veracruz (construida en el casco urbano de Porzuna)
- Ermita de Santa Teresa (situada en El Trincheto)
- Peinture murale de l'artiste Nychos "The pillar of unified love"

### Corpus Christi
Il y a une tradition particulière du Corpus Christi dans laquelle douze hommes dansent